# عملگر مکان
عملگر مکان (به انگلیسی: Position operator) در مکانیک کوانتوم  عملگر مربوط به کمیت مشاهده پذیر مکان یک ذره است. 
حل  معادله ویژه‌مقداری زیر ویژه‌توابع عملگر مکان را بدست می‌دهد. 
{\displaystyle X(\psi )=x\psi }
که در آن {\displaystyle X} عملگر مکان  {\displaystyle \psi } ویژه‌حالت مکان و  {\displaystyle x} ویژه مقدار مشاهده پذیر مکان است.